# Котоку-Мару
Котоку-Мару (Kōtoku Maru) — транспортне судно, яке під час Другої японо-китайської війни та Другої світової війни взяло участь у операціях японських збройних сил на Хайнані, Соломонових островах та Новій Гвінеї.

## Передвоєнна служба
Котоку-Мару спорудили в 1937 році на верфі компанії Mitsubishi Zosenho в Нагасакі на замовлення компанії Hiroumi Shoji з Осаки.
Лише через чотири місяці після завершення, 19 вересня 1937-го, судно реквізували для потреб Імперського флоту Японії та модифікували як допоміжний транспорт для перевезення амуніції. Протягом наступних 1,5 року він здійснював рейси між портами Сасебо, Куре, Йокосука, Мінамі (острів Амаміошима з північної групи архіпелагу Рюкю), Чеджудо (на однойменному корейському острові), Дайрен (наразі Далянь), Кірун (Цзілун на Тайвані), Такао (наразі Гаосюн), Мако (важлива база японського ВМФ на Пескадорських островах у південній частині Тайванської протоки), Амой (Сямень в китайській провінції Фучжоу).

## Хайнанська операція
1 лютого 1939-го Котоку-Мару вийшло з Сасебо, а 9 лютого воно та ще чотири транспорти прибули до затоки Tsinghai на північному узбережжі китайського острова Хайнань. Висадка пройшла без особливих ускладнень. Надалі операція розвивалась успішно і японці ще до завершення лютого змогли окупувати цей острів, що став важливим джерелом залізної та мідної руди.
Що стосується Котоку-Мару, то воно відбуло з Хайнані 24 лютого 1939-го і далі виконувало рейси в інтересах Імперської армії. По листопад 1941-го воно багаторазово побувало у вже згаданих Сасебо, Такао, Мако, а також відвідало Хайкоу (Хайнань), острів Окінава, Моджі (порт на острові Кюсю, під час Другої світової війни стане головним пунктом відправки японських конвоїв до Південно-Східної Азії).

## Початок Другої світової війни
Упродовж грудня 1941-го судно перевозило амуніцію, озброєння, матеріали та пасажирів, відвідавши порти Самах та Хайкоу (острів Хайнань), бухту Камрань (узбережжя південного В'єтнаму), Сайгон (наразі Хошимін).
На початку січня 1942-го Котоку-Мару прибуло до Сасебо, де прийняло на борт різноманітну амуніцію та припаси. Після цього до початку другої декади лютого воно й далі постачало японські частини та кораблі в Китаї та Індокитаї, для чого відвідало Амой, Такао, Самах, Камрань, Сайгон.
У другій половині лютого судно знову повернулось до Японії, де на початку березня його озброїли 80-мм зенітною гарматою Тип 40. 10 березня 1942-го Котоку-Мару полишило Сасебо та попрямувало у черговий рейс до азійських портів, доправивши припаси в Мако та Самах. Далі у останній декаді березня судно прийняло вантаж залізної руди в Юліні (ще один порт на Хайнані), дозавантажилось у Гонконзі та на початку квітня повернулось до Японії.

## Рейс до Рабаулу
У середині квітня 1942-го Котоку-Мару завантажилось у Йокосуці та Такіо, а вже 27 квітня дійшло до Рабаулу на острові Нова Британія (архіпелаг Бісмарка). Це поселення, захоплене японцями у другій половині січня 1942-го, було швидко перетворене ними на головну базу, з якої в наступні кілька років провадитимуться операції на Соломонових островах та сході Нової Гвінеї. Незадовго до прибуття до Рабаулу судно безрезультатний авіаналіт (можливо відзначити, що 18 квітня у гавані Рабаулу вже було потоплене перше японське судно — Комакі-Мару). Після прибуття Котоку-Мару більш як три тижні провадило розвантаження та поповнювало запаси різноманітних кораблів та суден.

## Рейс на Соломонові острови
19 травня Котоку-Мару покинуло Рабаул, а 27 числа прибуло до Сасебо. Тут воно традиційно прийняло на борт різноманітні вантажі та припаси, а 8 червня 1942-го знову вийшло в рейс на південно-східний сектор фронту. З 17 червня Котоку-Мару перебувало на Труці (створена ще до війни найпотужніша японська база у цьому регіоні), де вивантажувало та приймало різноманітні припаси і обладнання. Також були прийняті на борт понад чотириста пасажирів і передані на судно Мійо-Мару дві строєні зенітні 25-мм установки Тип 96. З останнього натомість отримали дві спарені установки 13,2-мм кулеметів Тип 93, що поповнили зенітне озброєння Котоку-Мару.
29 червня 1942-го Котоко-Мару разом зі ще шістьома транспортами вийшов з Труку у складі конвою, котрий мав доправити на острів Гуадалканал (східні Соломонові острови) бійців морської піхоти та 11-й і 13-й будівельні загони. 6 липня військових будівельників, завданням яких було зведення аеродрому, успішно висадили біля Лунга-Пойнт. Також Котоку-Мару висадив півсотні будівельників на невеликому острові Гавуту біля північного узбережжя Гуадалканалу.

## Рейс на Нову Гвінею
Невдовзі японське командування вирішило залучити Котоку-Мару до забезпечення десанту, який 21 липня 1942-го висадили в Гоні на східному узбережжі півострова Папуа (звідси планувалось почати наступ на розташований на протилежному, західному узбережжі півострова Порт-Морсбі, захоплення якого зірвалось у травні внаслідок битви у Кораловому морі). Котоку-Мару мав доправити сюди 250 військовослужбовців, а також продовольство й автомобільне паливо.
27 липня Котоку-Мару вийшло з Рабаулу у складі конвою під охороною есмінця «Юдзукі». Після опівдня 29 липня судно почало розвантаження в районі Гони поблизу Басабуа. Невдовзі вони були атаковані літаками Douglas A-24 «Banshee», що базувались у Порт-Морсбі. О 16:43 під час другого нальоту Котоку-Мару отримав попадання бомбою у один із трюмів. Він почав приймати воду та отримав крен, що змусило терміново висадити за допомогою моторних човнів наявних на борту 263 пасажирів, передусім зі складу 15-го окремого інженерного полку. Втім, так само терміново вивантажити наявні запаси виявилось неможливим.
Пошкоджене Котоку-Мару малим ходом відійшло дещо північніше, а 30 липня повернулось, збираючись розвантажитись у Буні (півтора десятка кілометрів на південний схід від Гони). Біля 16:51 воно стало ціллю для літаків B-17 «Літаюча фортеця», що вразили Котоко-Мару щонайменше трьома 227-км бомбами. Судно отримало важкі пошкодження та сіло на ґрунт. Легкий крейсер «Тацута» і есмінець «Юдзукі» взяли участь у рятувальних роботах та потім доправили вцілілих членів команди до Рабаулу.
В подальшому спостерігачі союзників зафіксували активність японців, які знімали вантаж з Котоку-Мару.
Залишки судна було гарно видно ще в 1970-х.